# Maksimilijan Leopold Rasp
Maksimilijan Leopold Rasp, slovenski rimskokatoliški duhovnik, teolog, šolnik in mecen, * 19. november 1673, Škofja Loka, † 12. december 1742, Kamnik.

## Življenje in delo
Izhajal je iz plemniške družine. Njegov oče je bil Janez Jurij Rasp, mati pa Marija Lucija (rojena Kunstl). Gimnazijo je obiskoval v Ljubljani, filozofijo pa je študiral v Gradcu. Nižje redove je prejel v Ljubljani leta 1693. Med letoma 1693 in 1697 je študiral v Rimu, kjer je bil posvečen leta 1697. Istega leta je tam tudi doktoriral iz teologije. Izpopolnjeval se je na Dunaju in v več drugih mestih.
Leta 1699 se je vrnil na Kranjsko, kjer je zaprosil za službo v župniji Kamnik in jo leta 1700 tudi dobil. V Kamniku je ostal do konca svojega življenja in bil obenem večino časa tudi arhidiakon za Gorenjsko.
Bil je med vodilnimi izobraženci na Kranjskem. Užival je veliko spoštovanje. Leta 1699 je postal član odbora za zidanje stolnice v Ljubljani. Leta 1702 je postal član Academie Operosorum. Nosil je nadimek Indefessus (neutrudljivi), njegovo geslo je bilo Saltus sylvasque peragrant, napisal je delo Oratio in congregatione S. Crucis et St. Philippi Nerei habita.
V umetnosti je podpiral domače umetnike npr. stavbenika Mačka, od slikarjev pa Jelovška, Metzingerja, Purtscherja in obrtnike iz kamniških cehov. Podedovano premoženje je namenil za popravilo, predelavo in polepšanje cerkva v Kamniku in okolici. Zavzemal se je za predelavo kamniške frančiškanske cerkve in samostana. Leta 1724 je na lastne stroške zgradil kapelo sv. Križa nad Kamnikom s pasijonskimi postajami (Kalvarija) in uredil novo pokopališče na Žalah. Leta 1734 je dal podreti staro župnijsko cerkev na Šutni in na svoje stroške postavil novo, za katero je presbiterij poslikal F. Jelovšek. Zavzel se je tudi za prenovo drugih cerkva. Še približno pol leta pred smrtjo je blagoslovil tudi na novo sezidano župno cerkev v Šmartnu v Tuhinju.
Zavzemal se je za tudi razvoj šolstva. Kmalu po prihodu v Kamnik je kupil privatno hišo in jo prezidal v šolo, v kateri je sam in s pomočniki učil otroke branja in pisanja, računanja in gospodarstva. Nadarjenim otrokom se je posebej posvetil. Z njimi je vadil latinski jezik in jih poučeval glasbo. Pomagal jim je pri nadaljnjem šolanju na jezuitskem kolegiju v Ljubljani in jih nato pripravljal na duhovniško, učiteljsko ali službo organista. Dvignil je glasbeno kulturo v Kamniku. Njegov učenec je bil tudi Miha Frančišek Paglovec, ki je po vzoru Raspove, podobno šolo ustanovil v župnišču v Šmartnem v Tuhiju.
Med 18. in 26. avgustom leta 1725 je v Kamniku organiziral prvi ljudski misijon na Kranjskem. Zaključne procesije se je udeležilo več kot 17.000 ljudi. Zavzemal se je za organizacijo podobnih shodov tudi drugod. Za zasluge je prejel naslov apostolski pronotar.

## Zapuščina
V Nadškofijskem arhivu v Ljubljani iz njegove zapuščine hranijo štiri rokopisne knjige z bogato zgodovinsko dokumentacijo: Miscellaneum (uradni in zasebni podatki o sebi in sorodnikih), dve knjigi Memorabilia (zgodovinski zapiski, cerkveni in vladni odloki splošnega in krajevnega pomena) in knjigo formularjev (mnogo prepisov starih in sočasnih listin, pravnih redb, pisem, obrazcev, ki so deloma ohranjeni samo tu).
Leta 1722 je v Kamniku ustanovil beneficij zgodnika. Že po njegovi smrti pa je Paglovec po njegovem naročilu leta 1753 ustanovil nov beneficij. Svojo bogato knjižnico je sicer zapustil kartuziji Bistra, a se izvrševalci oporoke s prevzemniki niso mogli dogovoriti in so knjige pristale leta 1745 v cisterjanskem samostanu na Kostanjevici.
Na svojo željo je bil pokopan v cerkvi na Šutni. Grof Sigismund Gallenberg mu je postavil nagrobno ploščo z grbom. Njegov portret je za šmartinsko župnišče v Tuhinju naslikal V. Metzinger, prerisal ga je Fortunat Bergant, v baker ga je vrezal G. A. Wolfgang iz Augsburga. Kopijo slike je za kamniško župnišče leta 1767 napravil F.A. Niernberger.